# Санта-Барбара (Гондурас)
Санта-Барбара (исп. Santa Bárbara  — муниципалитет и город в Гондурасе, административный центр одноимённого департамента Санта-Барбара.
Расположен в западной части Республики Гондурас.
Общая площадь — 301,0 км², города — 295,6 км². Высота центра — около 312 м над уровнем моря.

## История
Основан в 1633 г.
В начале 1959 года недовольные политикой президента Гондураса военные попытались осуществить государственный переворот, с 7 по 9 февраля мятежники удерживали контроль над городом Санта-Барбара в западной части страны, на их сторону перешли сотрудники полиции, однако уже к середине февраля антиправительственные вооружённые формирования под командованием полковника А. Веласкеса отступили на территорию Никарагуа, а к 12 июля 1959 года мятеж был полностью подавлен правительственными силами.

## Экономика
Известен ремёслами и выращиванием кофе. Местная экономика, в основном, зависит от этих традиционных видов деятельности.

## Известные уроженцы
- Луис Богран (1849—1895), политик и президент Гондураса (1883).
- Богран, Франсиско(1852—1926), президент Гондураса (1919—1920)